# Pel·lícula de superherois

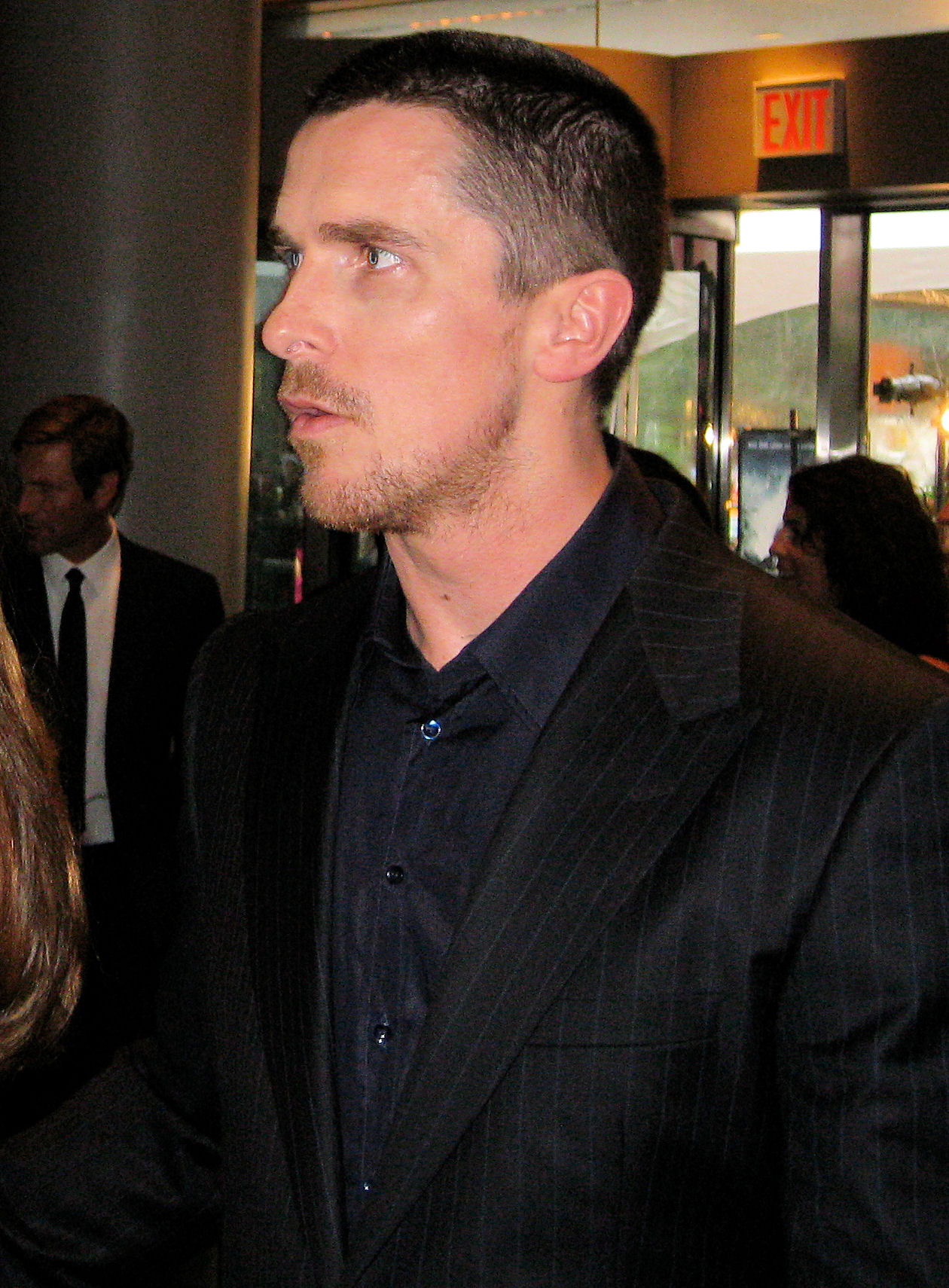
Christian Bale va interpretar a Batman a Batman Begins, El Cavaller Fosc i El cavaller fosc: la llegenda reneix.

Una pel·lícula de superherois és una pel·lícula que se centra en les accions dels superherois. Els superherois són individus que posseeixen habilitats extraordinàries (sobrehumanes) i es dediquen a protegir la població. Aquestes pel·lícules solen incloure elements d'acció, aventures, fantasia o ciència-ficció. La primera pel·lícula d'un personatge en particular se centra sovint en la història d'origen de l'heroi: la història de com van obtenir els seus poders especials i presenta sovint la nèmesi de l'heroi.
Moltes pel·lícules de superherois es basen en còmics de superherois. Per contra, pel·lícules com les franquícies Ultraman, Kamen Rider i Super Sentai, la sèrie RoboCop, The Meteor Man, la sèrie de pel·lícules Unbreakable, Hancock i They Call Me Jeeg són originals per a la pantalla, mentre que The Green Hornet es basa principalment en la sèrie de ràdio original i la seua adaptació televisiva dels anys 60, tant Underdog com The Powerpuff Girls es basen en sèries de televisió animades. Les pel·lícules de superherois d'anime habitualment es basen en manga i programes de televisió.
Les franquícies de pel·lícules de superherois més destacades i reeixides des del 1967 són Ultra Series de Tsuburaya Productions, Kamen Rider i Super Sentai de Toei Company, Blade de New Line Cinema, X-Men de 20th Century Fox, la trilogia Spider-Man de Sony Pictures dirigida per Sam Raimi i la duologia de Amazing Spider-Man dirigida per Mark Webb, Els increïbles de Pixar, la triolgia de The Dark Knight de Christopher Nolan, el Marvel Cinematic Universe (MCU) i el DC Extended Universe (DCEU). Des de l'ascens de l'MCU a finals dels anys 2000, les pel·lícules de superherois s'han convertit en una forma dominant de cinema popular a tot el món. Les pel·lícules de superherois cobreixen diferents gèneres com ara acció, terror, fantasia, comèdia, etc. La producció de pel·lícules de superherois també ha començat fora dels Estats Units i el Japó des del segle XXI, com la pel·lícula espanyola en anglès Faust: La revenja és a la sang, la italiana The Invisible Boy (i la seua seqüela), la finlandesa Rendel: Dark Vengeance (i la seva propera seqüela) i la russa Guardians.